# 极地密码
《极地密码》（英語：The Polar Odyssey）是一部2023年上映的中国大陆冒险动作网络电影。该片由张远、刘雅瑟、唐以诺、裘恩典主演，讲述一行人前往北极探险寻宝的故事。于2020年拍摄，2023年1月6日在优酷电影网络首映。

## 演出
| 演員   | 角色 | 介紹     |
| 张远   | 原振 | 探险家   |
| 刘雅瑟 | 罗兰 | 记者     |
| 唐以诺 | 二哈 | 原振队友 |
| 裘恩典 | 三爷 | 原振队友 |

## 外部連結
- 豆瓣电影上《极地密码》的資料 （简体中文）
- 互联网电影数据库（IMDb）上《极地密码》的资料（英文）